# Найвищий маніфест
Найвищі маніфести — у Російській імперії урочисті акти, що безпосередньо виходили від «Найвищої влади», якими монарх всенародно оголошував про свої права, вимоги, наміри, а також про якусь надзвичайну подію або про прийняття важливого заходу.
Законом було прямо передбачено, що у формі маніфесту сповіщалося про сходження на престол, про народження, шлюб і кончину великих князів і великих князів. Що стосується інших видатних подій у житті імператорського дому, зазвичай вони також доводилися до всенародного відома маніфестом, наприклад:
- Маніфест 23 жовтня 1888 сповіщав про чудове збереження життя царської сім'ї при Бірках (див. аварія імператорського поїзда);
- Маніфест 13 квітня 1891 - про перехід великої княгині Єлисавети Федорівни в православну віру.

З надзвичайних подій найвищими маніфестами зазвичай сповіщалося про оголошення війни та укладання миру; з великих заходів маніфестами оголошувалося:
- про відміну кріпосного права — «Про Всемилостивий дар кріпосним людям прав стану вільних сільських обивателів» 19 лютого (3 березня за новим стилем) 1861;
- про запровадження загальної військової повинності 01 (13) січня 1874,
- маніфести 31 травня (12 червня) 1890 та 25 жовтня 1894 у справах фінляндських.

Особливим видом найвищих маніфестів були наймилостивіші маніфести, які з приводу якихось знаменних подій в урочистій формі дарували народу милості. Вперше «милостивим маніфестом» був названий указ 22 липня 1730, виданий на ознаменування коронування імператриці Анни Іоанівни; до того вони іменувалися «милостивими указами».
Високі маніфести, за розпорядженням губернського правління, що входить у зносини з єпархіальним начальством, зачитувалися після молитовної служби при церквах і навіть містами на площах, а повітах на мирських сходах і торгових площах заштатних міст, посад, містечок і великих; крім того, вони друкувалися в губернських відомостях.